# ريتا لونا
ريتا لونا (بالإسبانية: Rita Luna)‏ هي ممثلة إسبانية، ولدت في 28 أبريل 1770 في مالقة في إسبانيا، وتوفيت في 1832 في مدريد في إسبانيا.